# デクラン・ジョン
デクラン・ジョン（Declan John、1995年6月30日 - ）は、ウェールズ・マーサー・ティドビル出身の同国代表プロサッカー選手。ボルトン・ワンダラーズFC所属。ポジションはDF。

## 経歴

### クラブ
カーディフ・シティFCのアカデミーで育成され、2012年8月にトップチームデビュー。
2017年8月、スコティッシュプレミアシップのレンジャーズFCに期限付き移籍で加入し、12月に完全移籍。
2018年8月、スウォンジー・シティAFCに3年契約で完全移籍。2020年1月、半年間の契約でサンダーランドAFCに期限付き移籍。
2021年1月7日、ボルトン・ワンダラーズFCに2020-21シーズン終了までの期限付きで移籍。同年6月11日に3年契約で完全移籍。

### 代表
各年代でウェールズ代表に選出されている。2013年9月にフル代表初召集。10月のマケドニア代表戦でフル代表デビューを飾った。